# Факула Вис
Факула Вис (лат. Vis Facula) — сравнительно небольшое яркое пятно (область) на поверхности самого большого спутника Сатурна — Титана.

## География и геология
Координаты центра — 7°00′ с. ш. 138°24′ з. д. / 7° с. ш. 138,4° з. д., максимальный размер — около 215 км. Находится на северо-востоке тёмного региона Шангри-Ла по соседству с несколькими другими яркими деталями: северо-западнее расположена факула Тортола, юго-западнее — факула Санторини, юго-восточнее — крупная кольцевая деталь Велес.
Факула Вис была обнаружена на инфракрасных снимках, сделанных космическим аппаратом «Кассини» в 2004 году. Позже этот аппарат заснял её и радаром: 25 октября 2006 года (с невысоким разрешением) и 12 мая 2008 (с лучшим качеством, но без северо-восточной части). Факула Вис скорее всего имеет тектоническое происхождение.

## Эпоним
Она названа именем хорватского острова Вис, имеющего похожую форму. Это название было утверждено Международным астрономическим союзом в 2006 году.